# غوغنی
غوغنی غذایی است که از نخود در نپال، هند و بنگلادش درست می‌شود، انواع مختلف غذا از انواع مختلف نخود یا نخود استفاده می‌کنند، مانند گرم سیاه، نخود سبز، یا نخود سفید معمولاً برای صبحانه با نان برشته یا پوری میل می‌شود اما می‌توان آن را به عنوان غذای اصلی برای ناهار یا شام نیز میل کرد، هم با پیاز و هم بدون سیر درست می‌شود این کاری بومی شبه قاره هند است

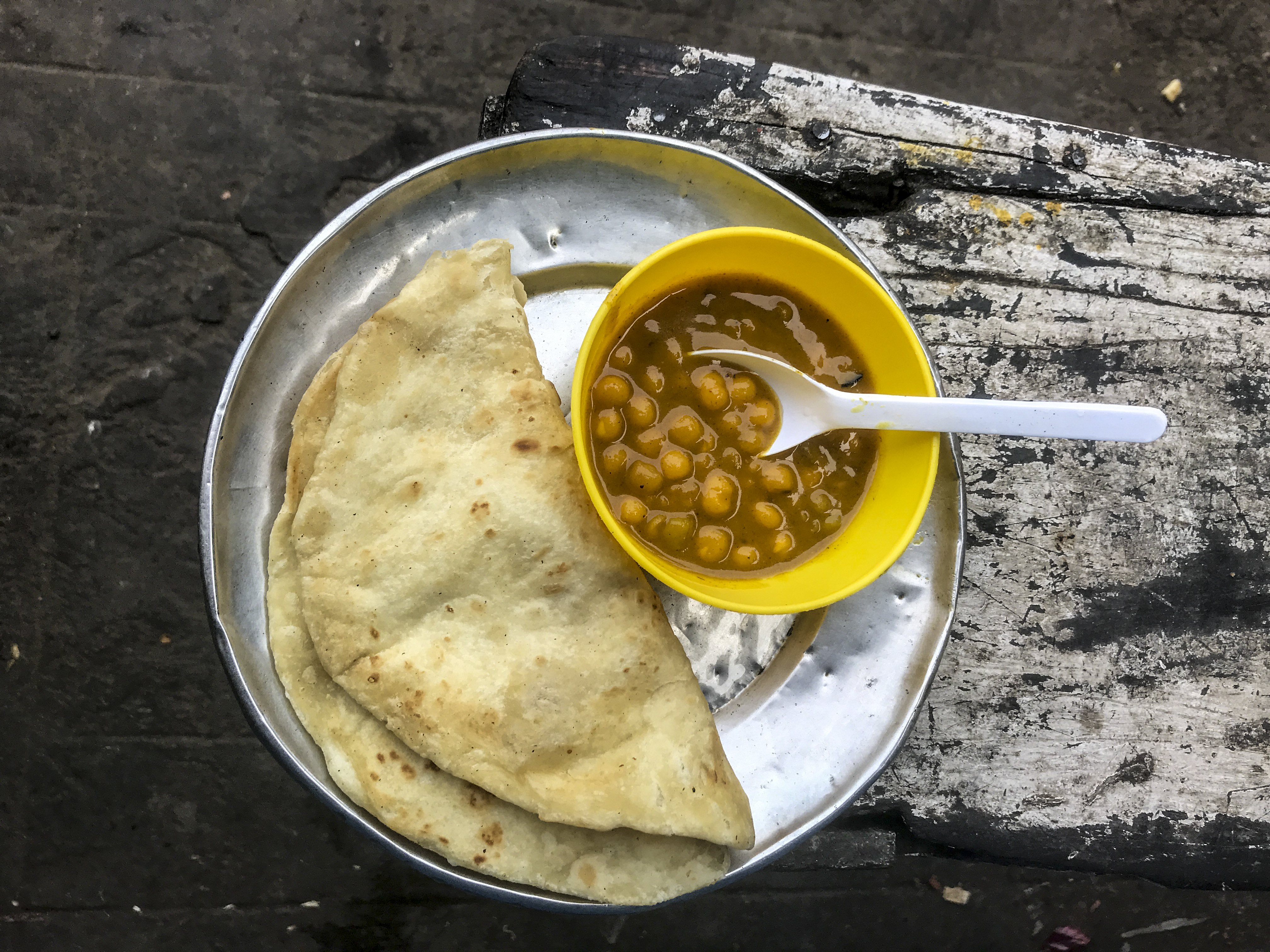
گوگنی با پاراتا در کلکته، بنگال غربی.

## آماده‌سازی
نخودها را یک شب خیس کرده و سپس در آب می‌جوشانند، نخود فرنگی به سس حاوی نارگیل، خمیر زنجبیل، خمیر سیر، زیره، خمیر تمر هندی و گشنیز اضافه می‌شود.
سپس با برنج پف کرده (کورمورا) و گاهی با پاکودا پیاز داغ یا بهاجیا سرو می‌شود.
غوغنی اغلب با دوسکا، یک غذای تخمیر شده برنج-عدس میل می‌شود، غوغنی یکی از اقلام اصلی صبحانه در اودیشا است که اغلب با پوری، مودی (موری، مورمورا، برنج پف کرده) یا هر میان‌وعده معمولی اودیا مانند بارا، سنگادا و غیره میل می‌شود. غوغنی را می‌توان بدون پیاز و سیر به عنوان تهیه کرد، در کلکته غوغنی را اغلب با پوریس می‌خورند.

## تنوع

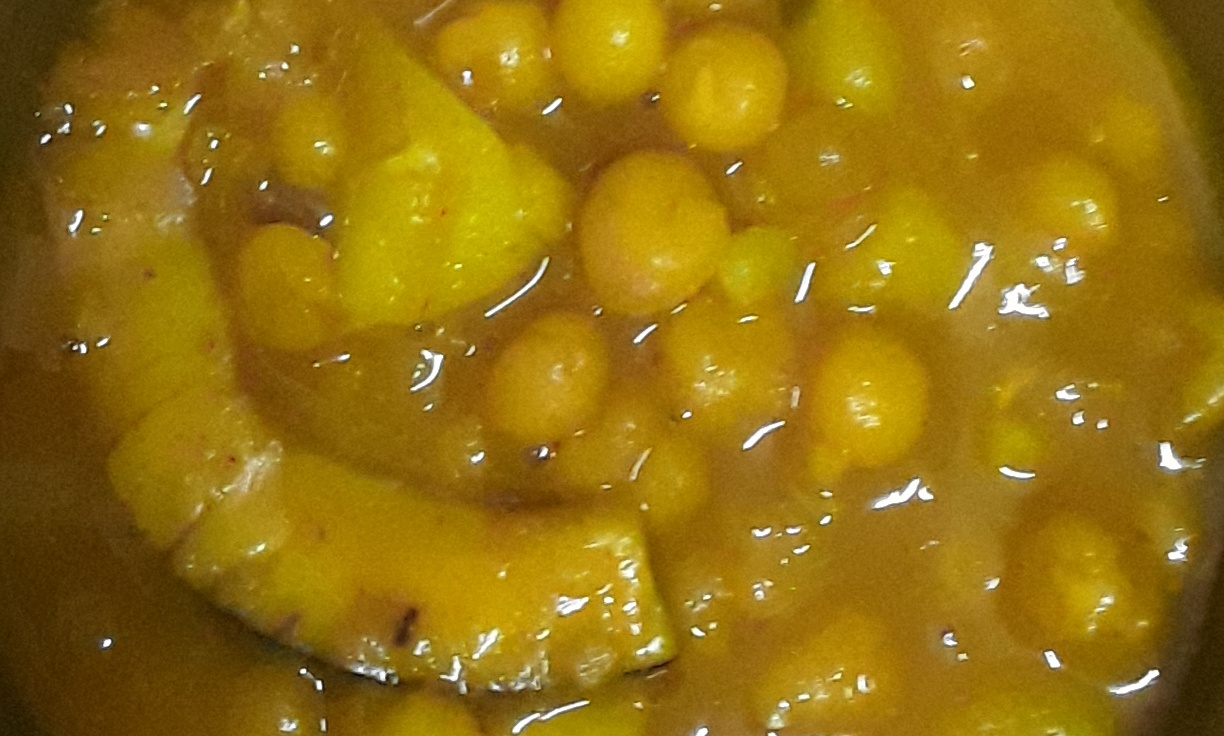
غوغنی بنگال غربی (با برش‌های نارگیل و سیب زمینی)، ساخته شده از نخود سفید خشک.

در بیهار از نخود سبز تازه برداشت شده برای غذا استفاده می‌شود. آنها به آرامی در روغن خردل با مقداری دانه زیره و فلفل سبز سرخ می‌شوند و مانند نسخه‌های هند شرقی پخته نمی‌شوند در بنگال، غوغنی از نخود سفید خشک تهیه می‌شود.
برخی از نسخه‌ها شامل گوشت، مانند بز یا حتی بره یا مرغ است گوشت را معمولاً چرخ کرده یا به صورت تکه‌های لقمه‌ای بیشتر برای طعم‌دهی می‌کنند.

## ترکیبات متنوع
غوغنی و دوسکا ویرایش کنید در ایالت‌های بیهار و جارکند و اوتار پرادش شرقی، غوغنی اغلب با دوسکا جفت می‌شود که با سرخ کردن خمیر برنج تخمیر شده و دال درست می‌شود، غوغنی بیشتر با استفاده از کالا چانا (نخود سیاه) تهیه می‌شود، ترکیب غوغنی و دوسکا در غذاهای بوجپوری، ماگادی و مایتیل رایج است.